# 季什夫尼齊亞河
蒂希夫尼察河（烏克蘭語：Тишівниця），是烏克蘭西部的河流，屬於斯特雷河的支流。該河發源自特魯哈尼夫東南面，流經利維夫州的斯特雷區，河道全長10公里，流域面積38平方公里。